# Aureoboletus mirabilis
A Aureoboletus mirabilis é uma espécie de fungo comestível da família dos cogumelos Boletaceae. O basidioma (cogumelo) tem várias características pelas quais pode ser identificado: um píleo marrom-avermelhado escuro; poros amarelos a amarelo-esverdeados na superfície inferior do píleo; e um estipe marrom-avermelhado com reticulações longas e estreitas. A Aureoboletus mirabilis é encontrada em florestas de coníferas ao longo da costa do Pacífico da América do Norte e na Ásia. Pouco comum em boletos, o cogumelo A. mirabilis às vezes parece frutificar na madeira ou em detritos lenhosos de árvores tsuga, sugerindo um estilo de vida saprófito. Apesar das aparências ocasionais ao contrário, a Aureoboletus mirabilis é micorrízica e forma uma associação estreita com as raízes da árvore.

## Taxonomia e filogenia
A Aureoboletus mirabilis foi descrita pela primeira vez pelo micologista americano William Alphonso Murrill em 1912 como Ceriomyces mirabilis, com base em espécimes encontrados em Seattle, Washington. Em uma publicação posterior no mesmo ano, ele mudou o gênero para Boletus. Em 1940, o taxonomista de fungos Rolf Singer transferiu o táxon para o gênero Xerocomus [en]; cinco anos depois, ele o mudou para Boletellus [en]. No entanto, muitos micologistas não reconheciam a distinção entre Boletus e Boletellus antes que os estudos de filogenética molecular descobrissem que eram gêneros distintos. Em 1966, o micologista americano Harry Delbert Thiers escreveu sobre a questão em sua pesquisa sobre os boletos da Califórnia:
A disposição adequada dessa espécie no atual esquema taxonômico dos boletos é um tanto discutível. ... A distinção entre Boletus e Boletellus não é tão clara. Os esporos são tipicamente lisos, o que, em conjunto com a trama divergente do tubo, o píleo seco a úmido e os tubos amarelos, parece colocá-lo de forma muito convincente em Boletus. Entretanto, a disposição atual em Boletellus me parece mais satisfatória. Os esporocarpos têm a estatura e a aparência geral de outros membros desse gênero, como Boletellus russellii e B. ananas (Curt.) Murr. Essas semelhanças incluem o estipe desproporcionalmente longo que é frequentemente peludo-reticulado e constrito no ápice, e um píleo comparativamente pequeno.
Nove anos depois, após mais considerações, Thiers mudou de ideia:
Em um artigo anterior, essa espécie foi considerada como pertencente ao gênero Boletellus devido à sua estatura, aparência geral e porque alguns trabalhadores relataram que os esporos eram obscuramente pontuados ou rugosos. Exames repetidos do material da Califórnia não revelaram esporos rugosos e, como nos conceitos modernos o gênero Boletellus é restrito a espécies com tais esporos, ele foi colocado de volta no gênero Boletus.

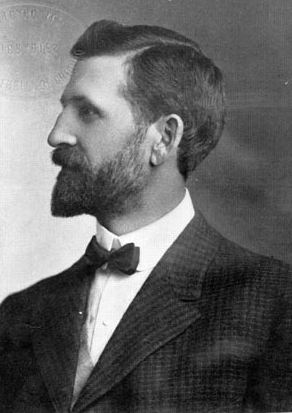
William Murrill originalmente descreveu o Aureboletus mirabilis.

A espécie também foi colocada no gênero Heimioporus, recentemente descrito em 2004 pelo micologista suíço Egon Horak. Em 2015, foi transferida para o gênero Aureoboletus [en] com base em evidências de DNA.
O epíteto específico mirabilis significa "admirável" ou "maravilhoso". O Aureoboletus mirabilis é comumente conhecido na língua inglesa como boleto admirável (admirable bolete), boleto do fanfarrão (bragger's bolete) e topo de veludo (velvet top).
Em uma análise de 2001 das sequências de DNA ribossômico de vários táxons da ordem Boletales, descobriu-se que a A. mirabilis estava mais intimamente relacionada com espécies como Boletus edulis, Phylloporus rhodoxanthus e Tylopilus felleus. Dentro do clado Boletales (um grupo de espécies relacionadas mais ou menos equivalente à ordem Boletales), essas espécies estavam todas na chamada "radiação boletoide", um grupo de táxons que se acredita ter divergido evolutivamente de um único ancestral boletoide. No entanto, estudos mais recentes contendo mais táxons evidenciaram que a A. mirabilis está mais intimamente relacionada às espécies de Aureoboletus.

## Descrição
A massa do Aureoboletus mirabilis normalmente fica oculta, existindo como massas de fios fúngicos quase invisíveis chamados micélio, que formam as estruturas ativas de alimentação e crescimento do fungo. Os cogumelos, ou basidiomas, são criados exclusivamente para a produção de esporos pelos quais o fungo se reproduz. Os píleos têm até 15 cm de diâmetro, são vermelhos ou vermelho-acastanhados, inicialmente convexos, mas se achatam à medida que se desenvolvem. O píleo é carnudo, com uma superfície áspera que é escorregadia ou viscosa em espécimes novas ou em ambientes úmidos. Os espécimes mais velhos geralmente têm superfícies do píleo secas e aveludadas. A textura da superfície do píleo é áspera, inicialmente devido a fibrilas achatadas (comprimidas) e, posteriormente, com escamas curvadas para trás (recurvadas) ou, algumas vezes, com remendos ásperos rachados que se assemelham a lama seca rachada. Os espécimes novos podem ter uma pequena aba de tecido fino conectada à margem ou borda do píleo, remanescente de um véu parcial reduzido. A superfície é coberta por tufos de pelos lanosos macios e tem papilas persistentes.
Os tubos sob o píleo têm até 2,5 cm de comprimento e são inicialmente amarelados claros, antes de se tornarem amarelo-esverdeados com a idade, ou amarelo-mostarda se estiverem feridos. Os poros têm diâmetros de 1 a 2 mm. A carne pode ser rosa pálido, amarela ou branca, às vezes com toques de azul, e geralmente é vermelha logo abaixo da superfície. A carne é firme, mas aquosa, espessa e não muda de cor ou se torna mais amarela com as contusões. Tem de 1 a 1,5 cm de espessura na junção do estipe com o píleo.
O estipe tem até 12 cm de comprimento, geralmente mais espesso na base e afinando para cima, com até 4 cm de espessura na parte inferior e 0,5 a 1 cm no ápice. Normalmente, ele cresce com um formato bulboso, mas se torna mais igual em largura à medida que amadurece. A superfície é seca, muitas vezes áspera e esburacada, e com uma rede de sulcos ou estrias ou reticulações perto do topo do estipe. A cor é quase a mesma do píleo, mas pode se tornar marrom-avermelhada mais escura perto da base. O estipe é sólido (não é oco) e sua carne é arroxeada pálida na parte superior, mas amarelada na parte inferior. O micélio na base do estipe também é amarelo.

### Características microscópicas
A esporada de A. mirabilis é marrom-oliva. Vistos com um microscópio, os esporos são fusiformes a aproximadamente elípticos, com paredes lisas e espessas, e têm dimensões de 18-22 por 7-9 μm. A publicação de Overholts de 1940 sobre a espécie relatou dimensões de esporos de 20-26 por 8-9 μm. Os basídios (células portadoras de esporos) são em forma de taco, hialinos (translúcidos), com 4 esporos e têm dimensões de 31-36 por 7-11 μm. Os cistídios (células estéreis na face de uma lamela) têm paredes finas e medem de 60 a 90 por 10 a 18 μm. Não há fíbulas presentes nas hifas.

### Comestibilidade
O cogumelo Aureoboletus mirabilis é comestível, mas sem sabor de acordo com Murrill, que também observou que "essa é uma das espécies mais difíceis de preservar, devido à sua consistência extremamente sucosa". Em contraste, os guias de campo modernos sugerem que essa espécie é um excelente alimento. O livro Polish Heritage Cookery opina que, em termos de sabor, apenas o Boletus edulis o supera. Quando refogado na manteiga, nota-se que a carne tem um sabor de limão. Os espécimes de campo cobertos pelo mofo branco Sepedonium ampullosporum não devem ser consumidos. O cogumelo também pode ser atacado pelo fungo parasita de boletos Hypomyces chrysospermus [en].

### Reações químicas
Os testes químicos as vezes são usados para distinguir rapidamente entre espécies de cogumelos intimamente relacionadas ou morfologicamente semelhantes ou, em alguns casos, como caracterização para agrupar espécies em subseções de um gênero. Os pigmentos presentes nas hifas dos fungos são dissolvidos ou reagem de forma diferente com vários produtos químicos e as reações de cor podem ser usadas como caracteres taxonômicos. Quando uma gota de solução aquosa de hidróxido de amônio a 10% é aplicada ao píleo da A. mirabilis, o tecido adquire uma cor rosa fugaz que desaparece. Se for aplicada uma gota de alvejante comercial (hipoclorito de cálcio), o tecido perde a cor e se torna azul-claro.

### Espécies semelhantes
A Aureoboletus mirabilis difere de outros boletos pela cobertura do píleo, que superficialmente se assemelha à encontrada na superfície da  Boletellus ananas e da Strobilomyces strobilaceus [en], mas as escamas são mais rígidas e com um formato um pouco cônico. Ela pode ser distinguida dessas duas espécies tanto pela cor marrom da bainha quanto pela ausência de um véu. Ambas as outras espécies mencionadas possuem um véu visível, e a primeira é bronzeada a marrom com um tom rosado, enquanto a última é marrom-escura ou preta. A Boletus edulis é diferenciada da A. mirabilis pela cor e textura do píleo, dos tubos e do estipe. A Boletus coniferarum fica azul quando ferida e tem um sabor muito amargo. A Aureoboletus projectellus também é semelhante em aparência à Aureoboletus mirabilis, mas é encontrada no leste da América do Norte.

## Habitat e distribuição

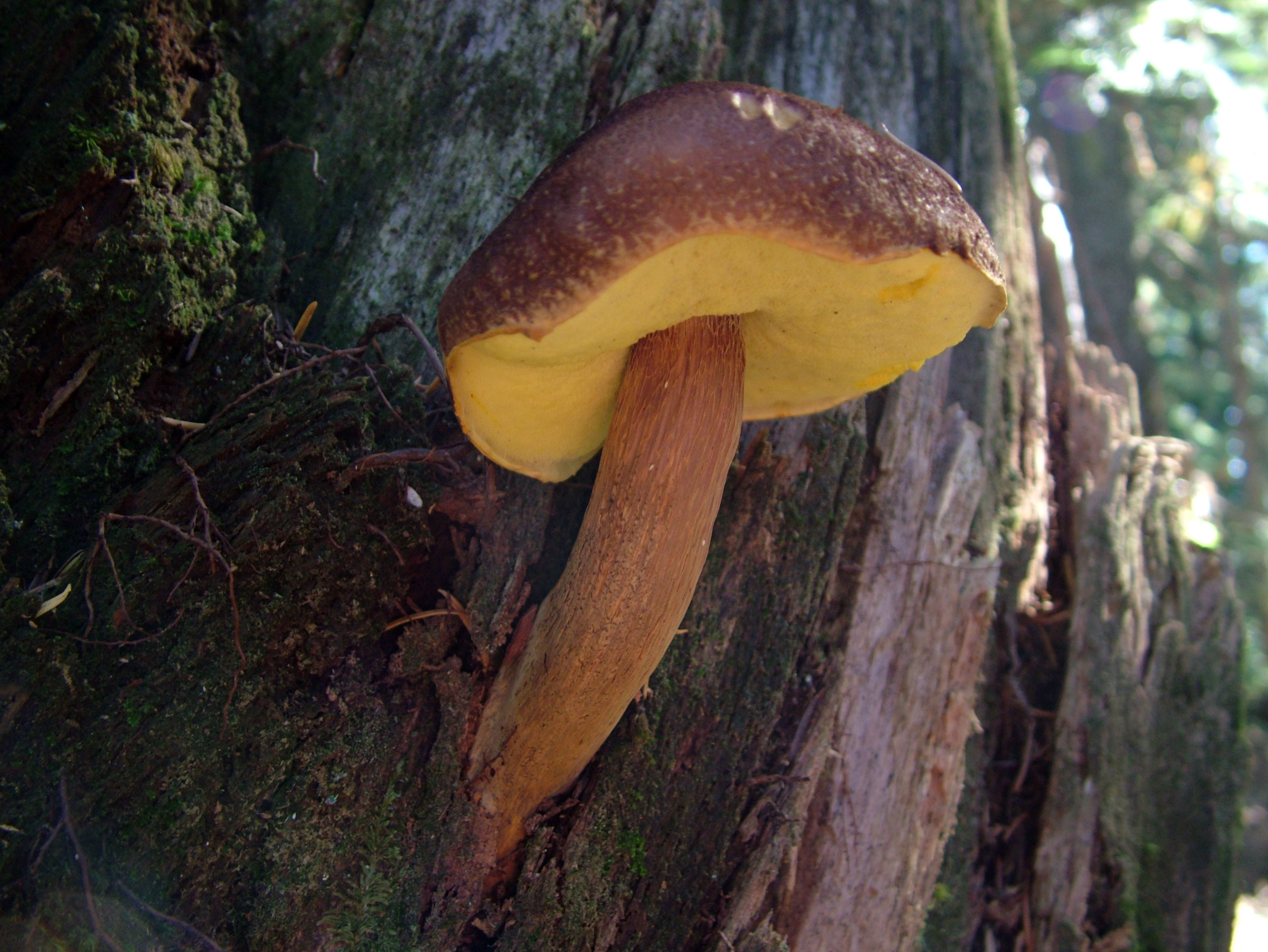
Crescendo em um toco de tsuga em decomposição, Floresta Nacional Mount Baker-Snoqualmie, Washington, EUA

Os cogumelos Aureoboletus mirabilis crescem solitários, dispersos ou, as vezes, em pequenos grupos no solo ou em troncos de coníferas bem decompostos, especialmente de Tsuga heterophylla e Tsuga mertensiana, mas ocasionalmente também de abeto-de-douglas e Thuja plicata. Há uma forte suspeita de que o fungo forme associações micorrízicas com a coníferas, embora as tentativas de cultivar micorrizas de A. mirabilis em cultura de laboratório tenham fracassado. Embora os cogumelos as vezes sejam encontrados crescendo em troncos com podridão castanha avançada - uma característica sugestiva de fungos saprófitos decompositores de celulose - a madeira podre que abriga os fungos geralmente contém abundantes raízes de coníferas. Sugere-se que o A. mirabilis se adaptou especificamente a esse nicho para reduzir a competição por nutrientes com outros fungos micorrízicos e que a incapacidade de cultivar micorrizas em laboratório usando técnicas padrão pode ser porque certas características físicas ou químicas da madeira com podridão castanha são necessárias para o crescimento do fungo.
O Aureoboletus mirabilis, que geralmente aparece entre o final do verão e o outono, é distribuído nas florestas de tsuga da Cordilheira da Costa do Pacífico, do norte da Califórnia ao Alasca, na Cordilheira das Cascatas, bem como em florestas do interior, como em Manitoba. Ele tem uma distribuição disjunta, pois também foi coletado no Japão e em Taiwan.